# Karin Stevens
Karin Christiaan Ida Catharina Stevens (* 11. Juni 1989 in Maastricht) ist eine niederländische Fußballspielerin. Die in Angriff wie offensivem Mittelfeld einsetzbare Stevens spielt für den Verein Willem II Tilburg und die niederländische Nationalmannschaft. 

## Karriere

### Verein
Stevens begann ihre Karriere beim Verein SC Jekerdal. 2007 wechselte sie zu Willem II Tilburg, der für die 2007 neu gegründete niederländische Profiliga für Frauen spielte. Dort wurde sie im ersten Jahr mit 20 Toren Torschützenkönigin der Ehrendivision. Im Januar 2008 wurde sie mit großer Mehrheit zur Spielerin des Jahres 2007 in den Niederlanden gewählt und verwies Nangila van Eyck und Sylvia Smit auf die weiteren Plätze.

### Nationalmannschaft
Am 31. August 2006 debütierte Stevens in einem Spiel gegen England in der niederländischen Nationalmannschaft. In seither 30 Länderspielen erzielte sie 15 Tore.

## Erfolge

### Verein
- Torschützenkönigin: 2008
- Spielerin des Jahres der Niederlande: 2007